# Penapis penai
Penapis penai är en biart som beskrevs av Michener 1965. Penapis penai ingår i släktet Penapis och familjen vägbin. Inga underarter finns listade i Catalogue of Life.